# Hōjō Moritoki
Hōjō Moritoki (北条守時, 1295-30 juin 1333) du clan Hōjō est le seizième et dernier shikken (régent) du shogunat de Kamakura et gouverne le Japon de 1326 jusqu'à la chute du shogunat en 1333.
Durant la régence de Moritoki, le pouvoir réel est aux mains du tokusō (chef du clan Hōjō), Hōjō Takatoki, qui dirige le pays de 1311 à 1333.
Moritoki est un des chefs du clan Hōjō durant le siège de Kamakura de 1333. La perte de cette bataille par les Hōjō entraîne la fin du pouvoir de leur clan.

## Source de la traduction
- (nl) Cet article est partiellement ou en totalité issu de l’article de Wikipédia en néerlandais intitulé « Hojo Moritoki » (voir la liste des auteurs).